# Serie Mundial de 1948
La Serie Mundial de 1948 fue disputada entre Cleveland Indians y Boston Braves.
Los Cleveland Indians resultaron ganadores al vencer en la serie por 4 partidos a 2. esta fue la primera, y hasta la fecha única, Serie Mundial en la que ambos equipos participantes habían jugado previamente, pero aún no habían perdido, una Serie Mundial anterior. Actualmente, este fenómeno solo se puede repetir si los Miami Marlins, los Washington Nationals o los Arizona Diamondbacks juegan contra los Toronto Blue Jays o Los Angeles Angels en una futura Serie Mundial.

## Desarrollo

### Juego 1
| Equipo    | 1 | 2 | 3 | 4 | 5 | 6 | 7 | 8 | 9 | C | H | E |
| --------- | - | - | - | - | - | - | - | - | - | - | - | - |
| Cleveland | 0 | 0 | 0 | 0 | 0 | 0 | 0 | 0 | 0 | 0 | 4 | 0 |
| Boston    | 0 | 0 | 0 | 0 | 0 | 0 | 0 | 1 | x | 1 | 2 | 2 |

LG: Johnny Sain (1–0)  LP: Bob Feller (0–1)  

### Juego 2
| Equipo    | 1 | 2 | 3 | 4 | 5 | 6 | 7 | 8 | 9 | C | H | E |
| --------- | - | - | - | - | - | - | - | - | - | - | - | - |
| Cleveland | 0 | 0 | 0 | 2 | 1 | 0 | 0 | 0 | 1 | 4 | 8 | 1 |
| Boston    | 1 | 0 | 0 | 0 | 0 | 0 | 0 | 0 | 0 | 1 | 8 | 3 |

LG: Bob Lemon (1–0)  LP: Warren Spahn (0–1)  

### Juego 3
| Equipo    | 1 | 2 | 3 | 4 | 5 | 6 | 7 | 8 | 9 | C | H | E |
| --------- | - | - | - | - | - | - | - | - | - | - | - | - |
| Boston    | 0 | 0 | 0 | 0 | 0 | 0 | 0 | 0 | 0 | 0 | 5 | 1 |
| Cleveland | 0 | 0 | 1 | 1 | 0 | 0 | 0 | 0 | x | 2 | 5 | 0 |

LG: Gene Bearden (1–0)  LP: Vern Bickford (0–1)  

### Juego 4
| Equipo    | 1 | 2 | 3 | 4 | 5 | 6 | 7 | 8 | 9 | C | H | E |
| --------- | - | - | - | - | - | - | - | - | - | - | - | - |
| Boston    | 0 | 0 | 0 | 0 | 0 | 0 | 1 | 0 | 0 | 1 | 7 | 0 |
| Cleveland | 1 | 0 | 1 | 0 | 0 | 0 | 0 | 0 | x | 2 | 5 | 0 |

LG: Steve Gromek (1–0)  LP: Johnny Sain (1–1)  
HRs:  BOS – Marv Rickert (1)  CLE – Larry Doby (1)

### Juego 5
| Equipo    | 1 | 2 | 3 | 4 | 5 | 6 | 7 | 8 | 9 | C  | H  | E |
| --------- | - | - | - | - | - | - | - | - | - | -- | -- | - |
| Boston    | 3 | 0 | 1 | 0 | 0 | 1 | 6 | 0 | 0 | 11 | 12 | 0 |
| Cleveland | 1 | 0 | 0 | 4 | 0 | 0 | 0 | 0 | 0 | 5  | 6  | 2 |

LG: Warren Spahn (1–1)  LP: Bob Feller (0–2)  
HRs:  BOS – Bob Elliott 2 (2), Bill Salkeld (1)  CLE – Dale Mitchell (1), Jim Hegan (1)

### Juego 6
| Equipo    | 1 | 2 | 3 | 4 | 5 | 6 | 7 | 8 | 9 | C | H  | E |
| --------- | - | - | - | - | - | - | - | - | - | - | -- | - |
| Cleveland | 0 | 0 | 1 | 0 | 0 | 2 | 0 | 1 | 0 | 4 | 10 | 0 |
| Boston    | 0 | 0 | 0 | 1 | 0 | 0 | 0 | 2 | 0 | 3 | 9  | 0 |

LG: Bob Lemon (2–0)  LP: Bill Voiselle (0–1)  SV: Gene Bearden (1)  
HRs:  CLE – Joe Gordon (1)
|                                                           |
| Campeón de las Grandes Ligas Cleveland Indians 2.º título |